# Remedy Lane
Pour les articles homonymes, voir Remedy.
Albums de Pain of Salvation
The Perfect Element, part I
(2000) BE
(2004)
Remedy Lane est le quatrième album du groupe suédois de metal progressif Pain of Salvation, publié en février 2002, par InsideOut Music.
Cet album traite du désarroi amoureux face à certaines situations.

## Liste des chansons
Toute la musique est composée par Daniel Gildenlöw, à l'exception de la section instrumentale de Rope Ends par Daniel et Fredrik Hermansson.
| No  | Titre                         | Durée |
| --- | ----------------------------- | ----- |
| 1.  | Of Two Beginnings             | 2:24  |
| 2.  | Ending Theme                  | 4:59  |
| 3.  | Fandango                      | 5:51  |
| 4.  | A Trace of Blood              | 8:17  |
| 5.  | This Heart of Mine (I Pledge) | 4:01  |
| 6.  | Undertow                      | 4:47  |
| 7.  | Rope Ends                     | 7:02  |
| 8.  | Chain Sling                   | 3:58  |
| 9.  | Dryad of the Woods            | 4:56  |
| 10. | Remedy Lane                   | 2:15  |
| 11. | Waking Every God              | 5:19  |
| 12. | Second Love                   | 4:21  |
| 13. | Beyond the Pale               | 9:56  |

## À propos de l'album
- La version japonaise, taïwanaise et coréenne de l'album contient un morceau bonus, Thorn Clown.
- Deux vidéoclips sont consacrés à Undertow et Ending Themes.
- En 2016, le groupe sort Remedy Lane Re:visited et Remedy Lane Re:mixed. Ils sont respectivement une version entièrement jouée en live au ProgPower USA 2014, et un nouveau mix de l'œuvre originale.